# بریز نورتون
بریز نورتون (به انگلیسی: Brize Norton) یک روستا و محله مدنی در بریتانیا است که در آکسفوردشر غربی واقع شده‌است. بریز نورتون ۹۳۸ نفر جمعیت دارد.